# Codpa
Codpa es una localidad de origen prehispánico situada en la comuna de Camarones, provincia de Arica, en la Región de Arica y Parinacota, en el Norte de Chile. Ubicada en la sierra, en el curso superior de la quebrada de Vítor. Codpa se caracteriza por su clima templado y aguas puras. Su estrecho valle es notablemente fértil, propicio para el cultivo de diversos frutales, destacando especialmente la guayaba. Además, es reconocido por la producción del vino pintatani, apreciado por su sabor robusto. 

## Toponimia
Hay tres versiones distintas del origen de la palabra "Codpa":
- Provendría del término "qhutpa", palabra aimara que significa lodazal.[2]
- Provendría de término "qullpa", palabra aimara que significa salino, por la emanación de salino en las orillas del río.[2]
- Provendría del término "corpa", palabra quechua que significa peregrino o huésped. Así lo afirma el Cura de esta localidad de mediados del siglo XVIII, cuando señala que Codpa es un término "corrupto" del vocablo "Corpa" que quiere decir peregrino o huésped en la lengua general quechua".[3]

## Historia

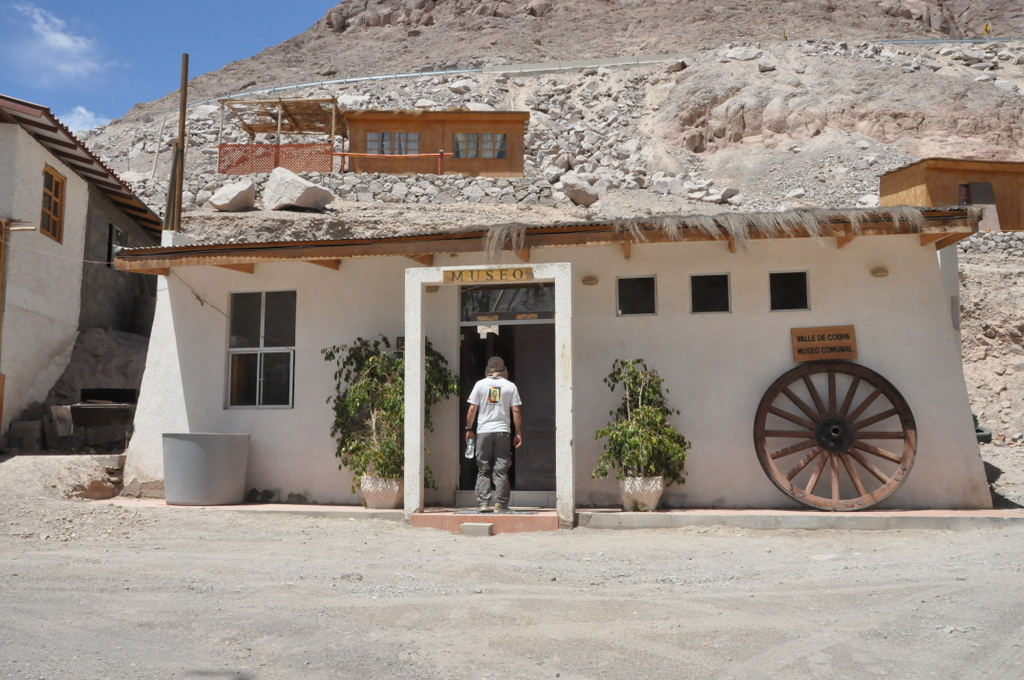
Sala Museográfica de Codpa.

### Época colonial

#### Cacicazgo y Doctrina de Codpa
El cacicazgo de Codpa fue establecido en 1648, tras separarse del cacicazgo de Tacna. Diego Cañipa fue designado como su gobernador, y Codpa se consolidó como su centro administrativo. Los pueblos que conformaron el cacicazgo de Codpa fueron Belén, Socoroma, Putre, Pachama, Parinacota, Choquelimpe, Guallatiri, Caquena, Sora, Churiña, Esquiña, Pachica, Timar, Ticnamar, Saxamar, Umagata y Livilcar.
En el ámbito eclesiástico, el corregimiento de Arica dependió del obispado de Cuzco hasta 1613, cuando fue transferido al obispado de Arequipa. La doctrina de Codpa se creó en las quebradas de Lluta y Azapa, con anexos dispersos. Debido a la despoblación de los valles, entre 1660 y 1668, su sede fue trasladada de San Jerónimo de Lluta a San Martín de Tours de Codpa.
En 1777, el obispo Manuel Abad Yllana reorganizó la doctrina de Codpa, dividiéndola en dos. La doctrina de Belén quedó conformada por Belén, Socoroma, Putre, Pachama, Parinacota, Choquelimpe, Guallatiri, Sora y Churiña, mientras que la doctrina de Codpa mantuvo Codpa, Esquiña, Pachica, Timar, Ticnamar, Saxamar, Umagata y Livilcar.
Hacia el siglo XVIII, el valle de Codpa combinaba haciendas y tierras indígenas comunitarias, mientras que en la sierra persistían asentamientos indígenas. Durante este período surgieron propiedades criollas en torno a Codpa, Choquelimpe y Guallatire. El crecimiento demográfico indígena fortaleció la autonomía política y económica de los pueblos, destacando Codpa, Belén, Socoroma y Putre.
Según el censo de 1792, el cacicazgo de Codpa tenía una población de 3.753 indígenas (95%), 160 mestizos (4%) y 3 esclavos (1%). Aunque no se registraron españoles, los archivos parroquiales indican su presencia, junto con mestizos y otras castas.
Los pueblos del cacicazgo estaban conectados por el Qhapaq Ñan, la red vial incaica, con rutas posiblemente anteriores al Tahuantinsuyu.
Codpa era un importante centro de abastecimiento, conectado por diversas rutas troperas. Su economía se basaba en la agricultura, con viñedos de cepas traídas del norte del Perú y huertos de cítricos, membrillos, peras de pascuas, guayabos, cuaresmillas y duraznos blancos. Abastecía a localidades cercanas, los puertos de Arica e Iquique y parte del altiplano boliviano. Su producto más valorado era el vino, apreciado en toda la región macroandina, lo que fortaleció la economía local. [cita requerida]

#### Rebelión de Tupac Amaru II
A mediados del siglo XVII, cercano a 1781, durante la rebelión de Túpac Amaru II, Codpa fue escenario de enfrentamientos entre realistas e insurgentes. Los rebeldes tomaron parte considerable del valle y paralizaron estratégicamente el comercio en casi toda la precordillera.[cita requerida] Según el historiador Oscar Panty Neyra, en enero de 1781 un grupo de indígenas liderados por Juan Buitrón, indígena de Calacoto, descendió del altiplano hasta Codpa persiguiendo y castigando a los coloniales. En la plaza de Codpa,  decapitaron al gobernador Diego Felipe Cañipa, quién profesaba la fe católica y la defensa del orden virreinal. Su muerte y el exilio de su familia a la quebrada de Livílcar, causaron gran malestar a la Iglesia católica, que ejercía una fuerte influencia sobre las autoridades y el ejército realista.[cita requerida]
La represión restauró el control colonial. Tropas de otras gobernaciones restablecieron el comercio y despejaron las rutas que conectaban el valle de Codpa con otras localidades.[cita requerida]

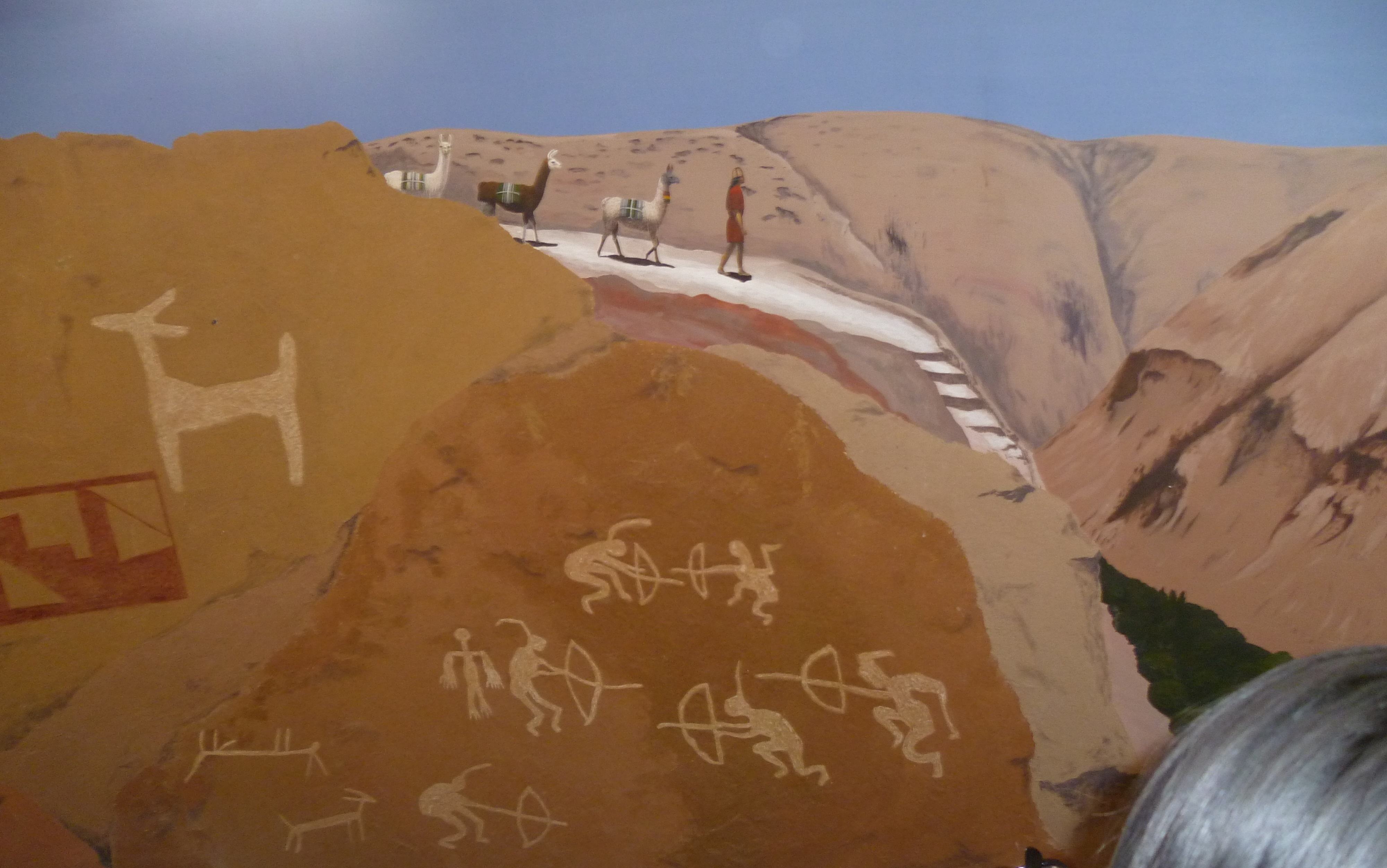
Pintura del museo de Codpa.

## Geografía
| Coordenadas                                  | Localidad | Categoría | Población (censo 2010) | Población masculina | Población femenina | Viviendas (censo 2002) |
| -------------------------------------------- | --------- | --------- | ---------------------- | ------------------- | ------------------ | ---------------------- |
| 18°49′59″S 69°44′40″O / -18.83306, -69.74444 | Codpa     | Caserío   | 123                    | 71                  | 52                 | 47                     |

## Atractivos turísticos

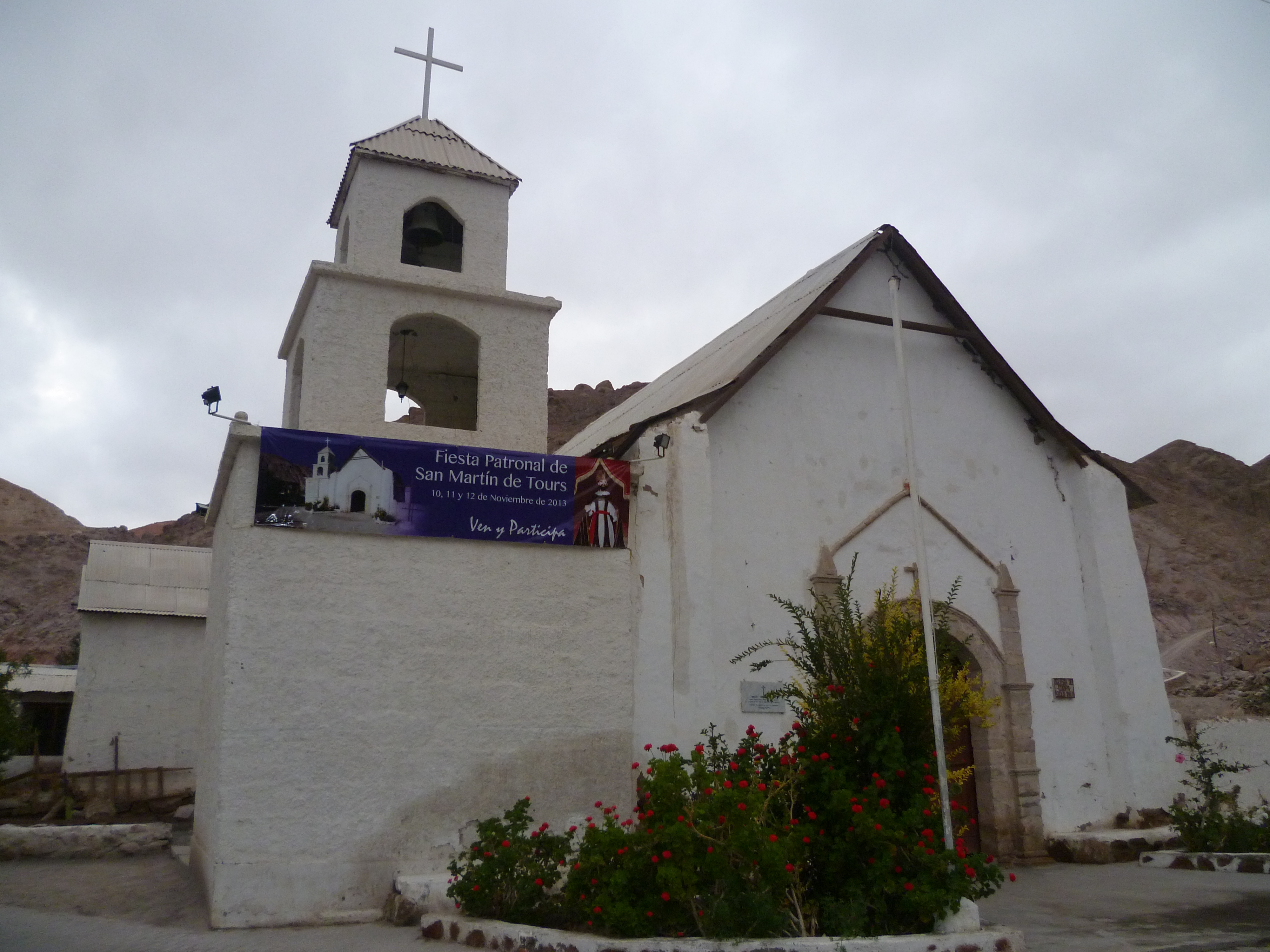
Iglesia de Codpa.

### Iglesia de San Martín de Tours

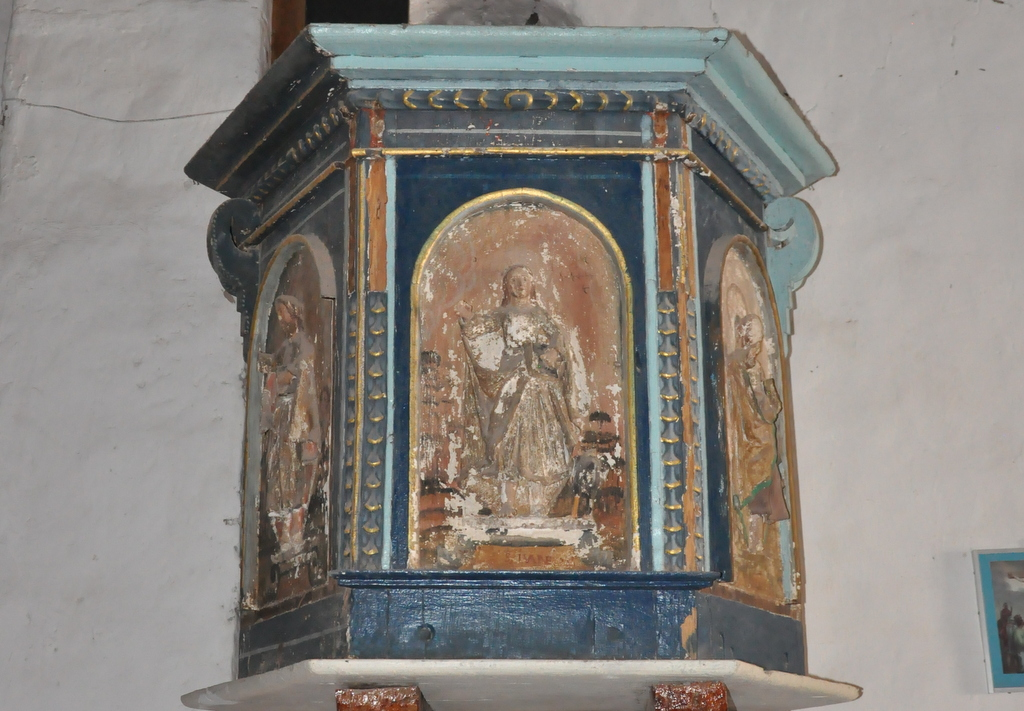
Púlpito de la iglesia San Martín de Tours.

Es un importante centro misional durante La Colonia. El actual edificio data del año 1668, siendo el segundo más antiguo de Chile, después del templo de Chiu Chiu. Está hecho en adobe con un portal lateral en piedra labrada, era originalmente 7 metros más largo y fue cortado a fines del siglo XIX. En su interior existía un gran arco en piedra que delimita dos capillas laterales. Al fondo se destaca un precioso retablo en piedra de dos niveles y seis nichos, con imaginería y cuadros religiosos. La iglesia posee un interesante púlpito policromado de Martín de Tours con dos pilas bautismales en piedra.
El terremoto de Iquique del año 2014 generó daños en algunos muros que aún permanecen en pie, el muro testero se vio afectado y la capilla lateral del Evangelio.
El templo se encuentra actualmente en proceso de restauración por parte de la comunidad.

### Fiesta Religiosa de San Martín de Tours de Codpa
La fiesta religiosa se inicia el día 09 de noviembre con el arribo de las bandas musicales y el aviso del mayordomo para concurrir a misa durante la noche con participación de un yatiri. Se realiza la procesión con la participación de bandas de bronce, ese mismo día la comunidad realiza ceremonias de origen aimara con el sacrificio de una llama y dura hasta el amanecer del día 10, con una comida comunitaria sobre la base de calapurca. Durante el transcurso del día 10 se hace una ceremonia con la recolección de velas y por la noche hay nuevamente una procesión.
La fiesta continua el día 11 y concluye el día 12 de noviembre con una ceremonia en el cementerio del poblado y con la despedida de las bandas de bronce.

### Petroglifos de Ofragía

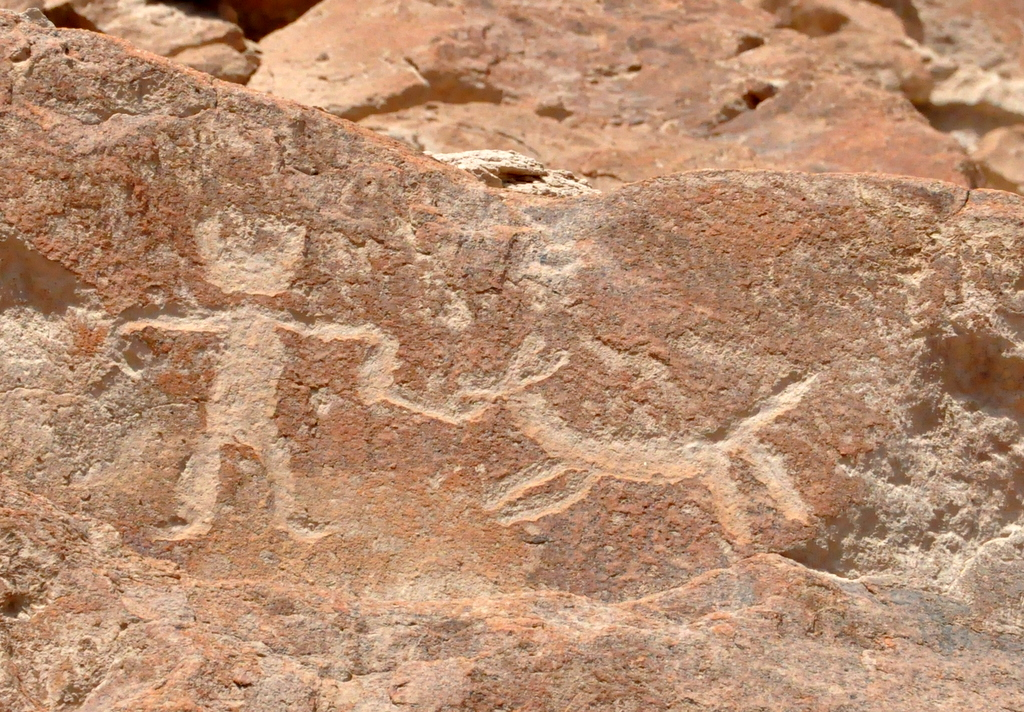
Petroglifos de Ofragía

A 5 km de la localidad de Codpa se encuentra el sector de Ofragía, donde se localiza un conjunto de más de 400 grabados en piedra que habrían sido realizados por pueblos originarios de la zona entre el año 1.000 y 1.400 d. C. Este conjunto se encuentra compuesto por los yacimientos arqueológicos Ofragía 1 y Ofragía 2, y cuenta con distintas manifestaciones, donde destacan figuras de camélidos y otras de tipo antropomorfo. Desafortunadamente en las últimas décadas ha sido víctima de actos de vandalismo de diversa índole.

## Vino pintatani o pintatane

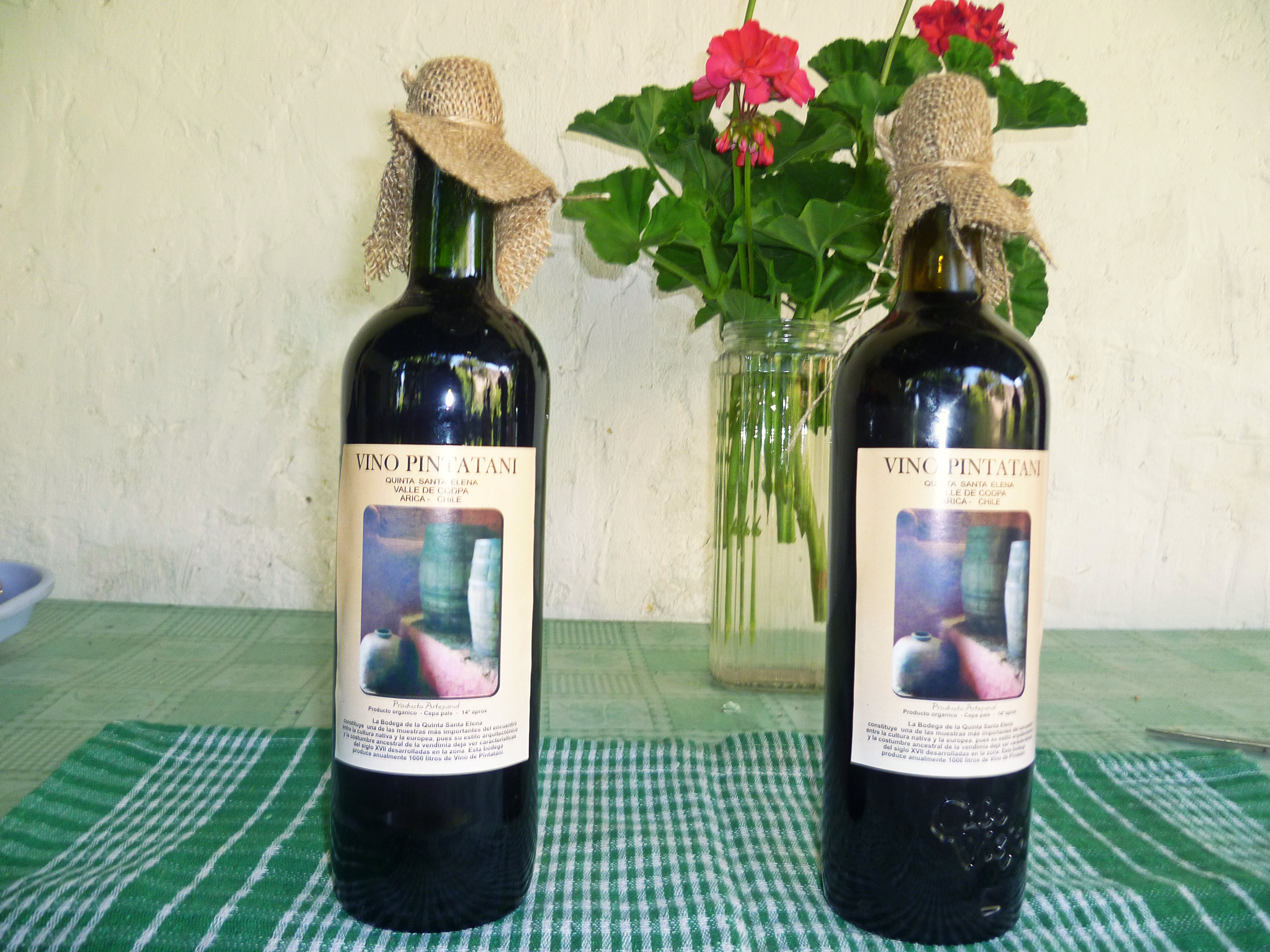
Vino Pintatani.

La producción vitivinícola en Codpa estuvo estrechamente vinculada a las festividades religiosas de las localidades cercanas y más alejadas, lo que favoreció el consumo de su vino. La comercialización se realizaba con un año de anticipación, reservando los mostos antes de la cosecha y elaboración. Los excedentes se dirigían a mercados más distantes, lo que llevó a los productores a disponer de una importante cantidad de mulas y caballos para el transporte, así como de envases de almacenamiento, siendo las cuarterolas de roble las más utilizadas. Estas vasijas eran adquiridas en el puerto de Arica, en particular en el valle de Azapa.
El comercio del vino implicaba dificultades logísticas y riesgos. Los arrieros y porteadores indígenas enfrentaban asaltos, condiciones climáticas adversas, enfermedades y la pérdida de animales de carga. Además, los viajes de regreso con dinero y mercancías obtenidas en trueques en los sectores altos representaban un desafío adicional. No obstante, la actividad era rentable y estaba respaldada por la devoción a la Santísima Cruz y a los patronos del valle.
Desde el siglo XVIII, la producción vitivinícola de los sectores de Pintatane, Calaunza, Bodega y Cachicoca se destinaba al puerto de Arica y al valle de Azapa, donde existía una demanda significativa, especialmente en las comunidades afroazapeñas. El trayecto, de aproximadamente 24 horas, era una de las rutas más transitadas, ofreciendo mayor seguridad a los arrieros. Debido a su procedencia, el vino de Codpa pasó a conocerse como "vino de pintatane", término aimara que significa "límite".
El comercio del vino también alcanzó las zonas altas de la cordillera. Desde Colchane, marchantes provenientes de comunidades ganaderas llegaban al valle para intercambiar carne de alpaca y llama, quinua y papa chuño por frutas frescas, frutos secos y vino. Estos intercambios representaban una fuente de sustento para las familias del valle.
El "vino de pintatane" era altamente valorado en las festividades religiosas de la región. Arrieros de Codpa lo transportaban a localidades cordilleranas como Putre, Socoroma, Belén, Chapiquiña, Saxamar y Tignamar. Durante el auge del salitre en el siglo XIX, las oficinas salitreras se convirtieron en un importante mercado para este producto. Cargamentos de vino eran trasladados hasta el puerto de Pisagua y la estación ferroviaria de Zapiga para su distribución en la pampa salitrera. Esta actividad se mantuvo hasta la crisis del salitre y el cierre de oficinas en la década de 1940.

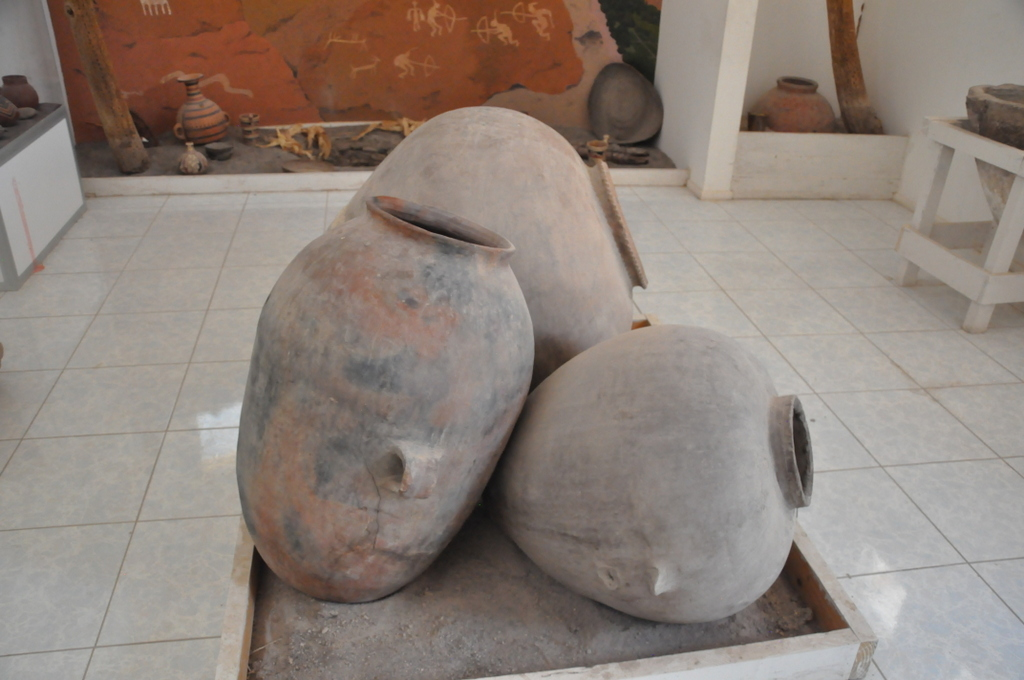
Antiguas tinajas de vino en Codpa.

Tras la Guerra del Pacífico, en 1886, el valle de Codpa pasó a estar bajo administración chilena. Su relevancia como centro agrícola y comercial atrajo la presencia de delegados y subdelegados, en su mayoría provenientes del sur del país o vecinos que adoptaron la nacionalidad chilena. A pesar de estos cambios, la festividad de la Virgen de las Peñas siguió en crecimiento, reuniendo a miles de devotos, incluidos ciudadanos peruanos. A pesar de las restricciones al consumo de alcohol en la zona del santuario, el vino de Codpa continuó comercializándose en posadas y cocinerías bajo el nombre de "tecito helado".
A mediados del siglo XIX, a construcción de un camino rural hasta el Alto de Codpa mejoró la conexión con Arica. Sin embargo, la llegada masiva de productos vitivinícolas del sur del país y la migración de la población joven hacia la ciudad afectaron la producción local. Muchos propietarios arrendaron o vendieron sus tierras, lo que llevó al deterioro de la infraestructura vitivinícola. La sustitución de animales de carga por camiones modificó la dinámica del transporte en el valle.
En la década de 1960, el camino se extendió hasta Codpa, y posteriormente hasta Guañacagua y Ofragía. A pesar de los cambios, las antiguas rutas de los arrieros, conocidas como las "rutas del pintatani", siguen formando parte del legado histórico del valle.[cita requerida]

## Enlace relacionado
- Agrupación cultural, social y deportiva "Codpa Valle Querido" contiene cuentos, leyendas, tradiciones, personajes, fotos y videos de Codpa.

- Datos: Q5140352
- Multimedia: Codpa / Q5140352